# پریش (فلوریدا)
پریش (به انگلیسی: Parrish) یک منطقهٔ مسکونی در ایالات متحده آمریکا است که در فلوریدا واقع شده‌است. پریش ۱۳٫۱۱ متر بالاتر از سطح دریا واقع شده‌است.